# Integrarea României în Uniunea Europeană
Integrarea României în Uniunea Europeană este un proces care a început cu aderarea României la Uniunea Europeană.
Aderarea României la UE a avut loc la 1 ianuarie 2007. Această dată a fost propusă la summitul de la Salonic din 2003 și confirmată la Bruxelles pe 18 iunie 2004. Raportul de țară privind progresele României din octombrie 2004 a afirmat de asemenea data de 1 ianuarie 2007 ca dată de aderare pentru România și Bulgaria. Cele două țări au semnat Tratatul de aderare pe 25 aprilie 2005 la Abația Neumünster din Luxemburg.

## Istorie
România a fost prima țară din Europa centrală și de est care a avut relații oficiale cu Comunitatea Europeană. În ianuarie 1974, o înțelegere a inclus România în Sistemul Generalizat de Preferințe al Comunității, după care a semnat o serie de acorduri cu CEE pentru facilitarea schimburilor comerciale. În 1980, România a procedat la recunoașterea de facto a Comunității Economice Europene, prin semnarea Acordului privind crearea Comisiei mixte România - CEE, concomitent, fiind semnat și Acordul asupra Produselor Industriale.
Relațiile diplomatice ale României cu Uniunea Europeană datează din 1990, urmând ca în 1991 să fie semnat un Acord de Comerț și Cooperare. Acordul european a intrat în funcțiune în februarie 1995. Prevederile comerciale au fost puse în aplicare începând din 1993 printr-un "Acord Interimar".
România a trimis solicitarea de a deveni membru pe 22 iunie 1995, împreună cu Declarația de la Snagov, un document semnat de toate cele paisprezece partide politice importante ale României, în care acestea își exprimau sprijin deplin pentru integrarea europeană.
În iulie 1997, Comisia și-a publicat "Opinia asupra Solicitării României de a Deveni Membră a Uniunii Europene". În anul următor, a fost întocmit un "Raport privind Progresele României în Procesul de Aderare la Uniunea Europeană". În următorul raport, publicat în octombrie 1999, Comisia a recomandat începerea negocierilor de aderare cu România (cu condiția îmbunătățirii situației copiilor instituționalizați și pregătirea unei strategii economice pe termen mediu). 
După decizia Consiliului European de la Helsinki din decembrie 1999, negocierile de aderare cu România au început la 15 februarie 2000.
Obiectivul României a fost de a obține statutul de membru cu drepturi depline în 2007. La summit-ul de la Thessaloniki (Salonic) din 2004 s-a declarat că Uniunea Europeană sprijină acest obiectiv.
În Raportul de țară din 2003, întocmit de baroana Emma Nicholson, parlamentară europeană în grupul popularilor creștin-democrați, se menționează că "Finalizarea negocierilor de aderare la sfârșitul lui 2004 și integrarea în 2007 sunt imposibile dacă România nu rezolvă două probleme structurale endemice: eradicarea corupției și punerea în aplicare a reformei". Recomandările destinate autorităților române privesc: măsurile anticorupție, independența și funcționarea sistemului judiciar, libertatea presei, stoparea abuzurilor politiei. 
Amendamentul 19 al aceluiași raport a dat cele mai multe emoții la București, deoarece în acesta se propunea inițial suspendarea negocierilor cu România. "Parlamentul European cere Comisiei o analiză detaliată și o monitorizare permanentă a problemelor menționate în raport și raportarea acestora către parlament. Prin urmare, recomandă Comisiei și Consiliului să reorienteze strategia de aderare a României, pentru a îndruma această țară către un stat de drept. (...) Cere Comisiei să stabilească de urgență un plan pentru o monitorizare mai bună și mai eficientă a implementării acelei părți a legislației europene deja adoptate de România, în special în ceea ce privește justiția și afacerile interne", se arată în amendament. 
După dezbaterea din Parlamentul European, raportului i s-a dat câștig de cauză, însă s-au realizat câteva schimbări care au moderat tonul acestuia. România a reacționat imediat prin realizarea unui plan de acțiune pentru anii dinaintea aderării. Până la sfârșitul anului și pe parcursul anului 2004, Uniunea Europeană a dat semnale bune în privința României iar la summit-ul de la Bruxelles din 2004, primul al uniunii lărgite, România a primit asigurări că face parte din primul val al extinderii alături de Bulgaria și celelalte 10 state care au aderat la 1 mai la Uniune și că Uniunea Europeană are în vedere integrarea acesteia la 1 ianuarie 2007, conform planului. Comisarului european pentru extindere, Günter Verheugen, a exprimat de multe ori în vizitele sale dorința Uniunii de a vedea România cât mai repede ca membru cu drepturi depline al acesteia.
România a încheiat negocierile de aderare în cadrul summitului UE de iarnă de la Bruxelles din 17 decembrie 2004.
Tratatul de aderare a fost semnat pe 25 aprilie 2005 la Abația Neumünster din Luxemburg, urmând ca cele două țări să adere la 1 ianuarie 2007, cu excepția cazului în care ar fi fost raportate încălcări grave ale acordurilor stabilite, caz în care aderarea ar fi putut fi amânată cu un an, până la 1 ianuarie 2008 (clauze de salvgardare). 
Comisia Europeană a publicat în octombrie 2005 un nou raport de țară Arhivat în 26 iunie 2006, la Wayback Machine., privind progresele înregistrate de România în perspectiva aderării la UE. Potrivit acestuia, România continuă să îndeplinească atât criteriile politice pentru a deveni Stat Membru cât și criteriul unei economii de piață funcționale. Raportul afirmă că „o punere în practică serioasă a programului propriu de reforme structurale îi va permite să facă față presiunilor concurențiale și forțelor de piață din cadrul UE.“. Raportul mai precizează că România a făcut progrese semnificative în alinierea legislației interne la legislația Uniunii Europene și va fi capabila să-și îndeplinească obligațiile de Stat Membru al Uniunii începând cu momentul preconizat al aderării, dacă va accelera pregătirile într-o serie de domenii și se va concentra pe consolidarea capacității administrative în ansamblul ei.

## Opinia publică
În general, în România, opinia publică a fost favorabilă integrării europene. Potrivit Eurobarometrului 64, desfășurat în toamna anului 2005, încrederea românilor în Uniunea Europeană, deși încă cea mai mare între statele membre sau în curs de aderare, este tot mai apropiată de cea a altor state membre: 64% față de 62% în Portugalia și Grecia.

## Statutul României în Uniune

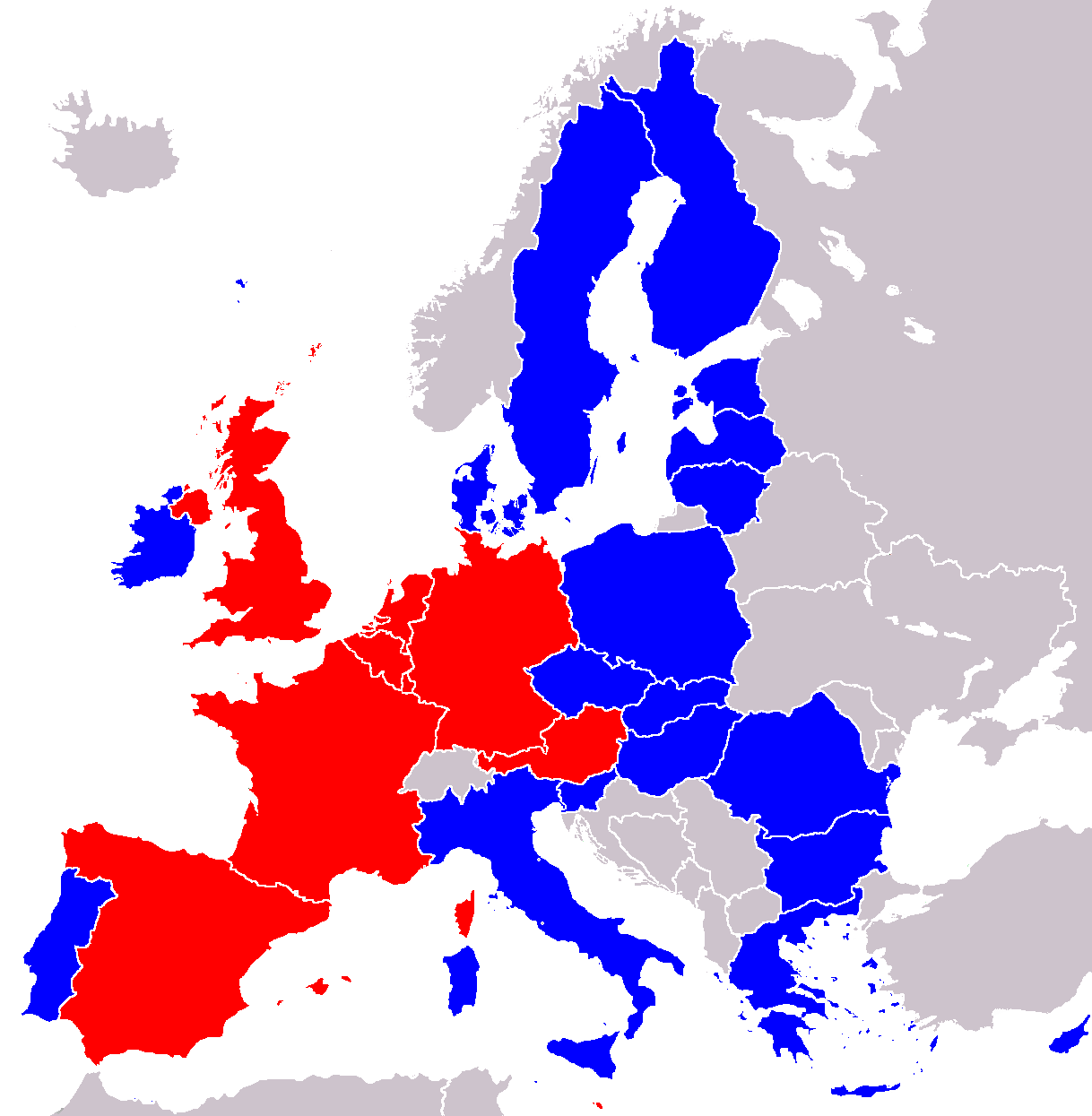
State care nu au impus restricții (sau au renunțat la restricțiile) pe piața de muncă cetățenilor români și bulgari

După semnarea Tratatului de aderare la 25 aprilie 2005, România a devenit stat în curs de aderare, obținând statutul de observator activ la nivelul tuturor instituțiilor comunitare, fiind necesară asigurarea prezenței reprezentaților români la nivelul instituțiilor europene și al grupurilor de lucru ale acestora. Statutul de observator activ a permis României să își exprime punctul de vedere, fără drept de vot, în procesul de luare a deciziilor la nivel comunitar, putând astfel influența aceste decizii și promovându-și interesele naționale.
România a participat ca observator activ în următoarele instituții ale Uniunii Europene:
- Parlamentul European,
- Consiliul European,
- Consiliul Uniunii Europene,
- Comitetul Reprezentanților Permanenți – COREPER I și II,
- Grupurile de lucru ale Consiliului,
- Comitetele și grupurile de lucru ale Comisiei Europene,
- Comitetului Regiunilor și Consiliului Economic și Social.

După aderare, România a trecut de la statutul de observator activ la cel de membru cu drepturi depline. România a devenit a șaptea țară din UE după numărul de locuitori. Țara desemnează 35 de deputați pentru Parlamentul European, dar numărul acestora va scădea printr-o reorganizare a locurilor din Parlament stipulată în Tratatul de la Nisa. Limba română a devenit una dintre limbile oficiale ale Uniunii (a șaptea după numărul de vorbitori, în concurență strânsă cu olandeza), urmând ca oricare cetățean al UE să se poată adresa instituțiilor în această limbă. Denumirea de „Uniune Europeană”, în limba română, a primit statut oficial.
Integrarea în Uniunea Europeană a influențat și relațiile regionale ale României. În consecință, România a impus un regim de vize pentru câteva state est-europene precum Republica Moldova, Serbia, Muntenegru, Rusia, Ucraina, Belarus și Turcia.